# Filippo Palizzi
Pour les articles homonymes, voir Palizzi (homonymie).
 (juin 2015).
Filippo Palizzi, né  le 16 juin 1818 à Vasto dans les Abruzzes, et mort le 11 septembre 1899 à Rome, est un peintre italien, précurseur du vérisme.
Ses frères Giuseppe, Nicola et Francesco Paolo (it) sont également peintres.

## Biographie

### Débuts
Vivant à Vasto, Filippo Palizzi découvre l'art auprès d'un modeleur de statuettes pour crèches. En 1837, il part pour Naples où il devient l'élève de Camillo Guerra et Costanzo Angelini avant de passer à l'atelier de Giuseppe Bonolis, portraitiste de renom. Dans le sillage de la Scuola di Posillipo, il s'oriente progressivement vers l'observation détaillée de la réalité. Plus tard, il fréquente l'école de Resìna.
Il fut parmi les tout premiers peintres, à s'intéresser à la photographie et à la pratiquer à partir de solides connaissances techniques. Depuis l'année 1850, il était capable de préparer seul les plaques photographiques et il utilisait couramment ses propres images photographiques comme modèles pour ses peintures, ou celles d'autres photographes.

### Séjour en France
Invité, ainsi que ses frères, par Giuseppe à venir le rejoindre en France, il sera le seul avec Nicola à répondre à l'invitation, Francesco Paolo préférant le soleil de Naples, bientôt suivi par Nicola.
C'est à Grez-sur-Loing qu'il séjourne en premier avec Giuseppe, où il obtient l'autorisation de l'aubergiste Chevillon de construire un cabanon sur le terrain de boules de l'auberge pour lui servir d'atelier, et signe un bail de dix années. L'atelier est la plupart du temps occupé par Filippo. C'est pendant son séjour qu'il rencontre Narcisse Díaz de la Peña, Jean-Baptiste Camille Corot et Théodore Rousseau, ce qui le confirme dans ses propres orientations. Giuseppe s'installe à Marlotte, au Bocage,no 2 rue Palizzi, puis au no 100 de l'actuelle rue Gambetta, dans ce qui sera la Villa Palizzi. 
Les trois frères Filippo, Nicola et Giuseppe se retrouvent à la Gobba , petit atelier construit par Giuseppe, sur la route de la Gorge aux Loups où, dans ses Souvenirs, Dominique Isengrain prétend que « les séances de pose y étaient plus langoureuses que laborieuses, que les soirées y étaient torrides et avinées, que les rires et les cris, et les chansons napolitaines et paillardes s'entendaient de loin . »
Giuseppe et Filippo partageaient volontiers leur bourse, mais également leur signature, pour la bonne raison que Giuseppe était plus coté en France et Filippo en Italie.
Giuseppe étant le seul à être resté en France, la Villa Palizzi à Marlotte fut vendue aux enchères par le notaire de Montigny, après la mort de Giuseppe en 1888.

### Retour au pays
Le style de Filippo Palizzi s'orienta vers une technique plus affinée et statique avec la réalisation de peintures de petites vues et de parties rustiques des alentours de Naples. Il fut surnommé[réf. nécessaire] aussi il pittore degli animali (« le peintre des animaux »), ceci à cause de ses thématiques préférées.
L'année 1891, lorsqu'il est reconduit dans ses fonctions de président de l'Académie, conscient de la nécessité de relier les arts italiens aux nouveaux, il a œuvré à transformer la collection de l'ancien Institut des Beaux-Arts de Naples, en noyau permanent d'une galerie d'art moderne devenue Galleria dell'Accademia (Naples).

## Collections publiques

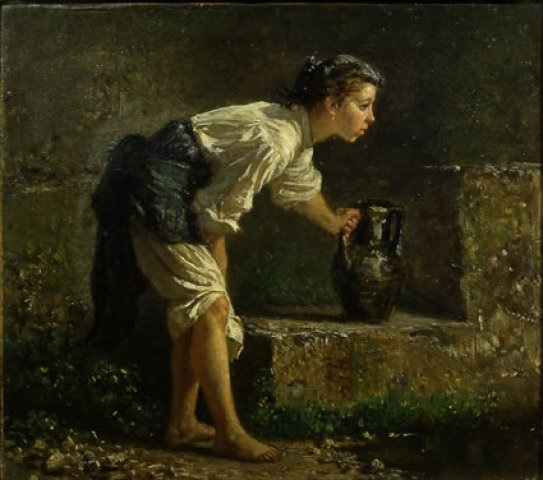
Jeune fille à la source (Giovinetta alla sorgente, 1856, Galerie nationale d'art moderne et contemporain).

La Galleria dell'Accademia (Naples) lui rend hommage avec une salle Palizzi et un buste réalisé par le sculpteur Achille D'Orsi.
En Italie
- Musée de Capodimonte : La Passion du Cava, 1881, huile sur toile, 24 × 38 cm[2]
- Giulianova, Pinacothèque et bibliothèque Vincenzo Bindi
- Galleria dell'Accademia (Naples)
- Plaisance, Galerie d'art moderne Ricci Oddi : Stada di paese con ruderi
- Rome, Accademia di San Luca
- Rome, Galerie nationale d'art moderne et contemporain: Femmes lavant au bord de la rivière
- Vasto, cathédrale : Saint Jean
- Vasto, musée civique (it)

## Réception critique
- Le critique Pietro Obraro[réf. nécessaire] dit : « Par ses petites touches gaies, harmonieuses, Filippo Palizzi rejoint les maîtres de la peinture française moderne qu'il admire et il exercera une influence indéniable sur les peintres du XIXe siècle italien. »